# Raytheon Sentinel
Le Raytheon Sentinel est un avion de surveillance anciennement exploité par la Royal Air Force. Bien que basé sur le biréacteur d'affaires ultra long-courrier Bombardier Global Express, le maître d'œuvre du Sentinel était la société de défense américaine Raytheon, qui a fourni la plupart des systèmes de mission et effectué les essais en vol.

## Historique
Initialement connu sous le nom de programme ASTOR (Airborne STand-Off Radar), le développement a débuté en 1999. Après sa livraison en 2007, la flotte Sentinel était exploitée par un escadron de la RAF composé à la fois de personnel de l'armée de l'air et de terre basé à RAF Waddington. Le Sentinel est interopérable avec d'autres systèmes alliés tels que JSTARS et le système Alliance Ground Surveillance de l'OTAN. Des Sentinel ont été déployées à l'étranger à plusieurs reprises, notamment pour soutenir l'armée britannique en Afghanistan, les forces de la coalition en Libye et pour aider les forces françaises déployées au Mali,. Il fut également déployé à plus petite échelle au Ghana et même au niveau national pour aider les opérations de secours en cas de catastrophe.
En 2010, le Strategic Defence and Security Review (SDSR) du gouvernement britannique a annoncé son intention de « retirer l'avion de surveillance au sol Sentinel une fois qu'il ne sera plus nécessaire pour soutenir les opérations en Afghanistan ». La décision de 2010 a été annulée en 2014 par le Premier ministre David Cameron et dans le SDSR de 2015, le gouvernement britannique a annoncé que la retraite du type serait retardée et qu'il resterait en service « dans la prochaine décennie ». En raison des tergiversations répétées sur son avenir, le Sentinel ne reçut aucune mise à niveau au cours de sa période de service. Il fut retiré du service en mars 2021.
Le 16 novembre 2021, il a été signalé que le ministère de la Défense britannique avait accepté une offre conjointe de Raytheon USA/Bombardier impliquant de rendre les avions à nouveau pilotable pour passer aux États-Unis. Le client final supposé est le United States Army.